# Paul Mebus
Paul Mebus (Düsseldorf-Benrath, 1920. június 9. – Köln, 1993. december 11.) nyugatnémet válogatott világbajnok német labdarúgó, fedezet.

## Pályafutása

### Klubcsapatban
1945 és 1951 között a VfL Benrath labdarúgója volt. 1951 és 1956 között az 1. FC Köln csapatában szerepelt. 1956-ban hagyta abba az aktív labdarúgást.

### A válogatottban
1951 és 1954 között hat alkalommal szerepelt a nyugatnémet válogatottban. Tagja volt az 1954-es világbajnok csapatnak.

## Sikerei, díjai
NSZK
- Világbajnokság
  - világbajnok: 1954, Svájc